# Santuari de la Mare de Déu de Montserrat (Oriola)
El santuari de La Mare de Déu de Montserrat d'Oriola (Baix Segura, País Valencià) està situat extramurs de la ciutat al barri denominat raval Roig o Rabaloche. Alberga a la patrona de la ciutat i la seua història es troba indissolublement unida a la mateixa des d'abans de la seua reconquesta pels cristians. La seua arquitectura pertany al barroc amb influències del neoclàssic.
Pascual Madoz descriu el santuari en el seu Diccionari Geogràfic Estadístic Històric de 1845 com el més important de la ciutat d'Oriola: «La de La Mare de Déu de Montserrat és sens dubte la de més importància; ja per la seua antiguitat, ja per la grandiositat de l'edifici; la seua imatge es venerava en temps dels sarraïns pels cristians reunits al raval Roig i església de Sant Joan sota el títol de La nostra Senyora de la Porta, i per temor d'alguna profanació va ser amagada sota una campana i oposada per l'any 1306. Els catalans que van poblar la ciutat després de la conquesta, la van titular de Montserrat, i encara que els monjos de Catalunya de la seua ordre es van oposar a això, ho va decidir a favor d'Oriola el Papa Sixt IV en 12 d'agost de 1483. D'antuvi li van edificar una ermita al mateix lloc que va ser trobada, que és el mateix que va ocupar l'esmentada parròquia de Sant Julià, i que encara es conserva en una de les capelles de la nova església; aquesta es va construir a mitjan segle xviii traient la seua porta i façana principal a la plaça del mateix nom. És tan capaç, que sobre una gran nau té sis capelles per cada costat amb els seus respectius altars, sostenint els seus quatre torals una gran i bella mitja taronja; el retaule de l'altar major és de fusta, si bé una obra completa. Té orgue, púlpit, sagristia molt espaiosa i dues torres principals de carreu, amb una de provisional que sosté tres campanes. En aquesta ermita hi ha fundada una confraria composta de major dels habitants de la ciutat, la seua horta i camp: la imatge és la patrona de la població, i quan ocorre alguna calamitat pública es porta en processó a la catedral, on es col·loca al costat de l'altar major. Tots els anys se celebra la seua festivitat i novenari en aquesta catedral, que principia en 8 de setembre fent repic de campanes, focs artificials i altres diversions públiques».

## Cronologia
L'origen de la Mare de Déu de Montserrat, a l'advocació de la qual es dedica el santuari, no està provat, però existeixen tradicions diverses sobre aquell. Una d'elles apunta al fet que va ser esculpida per Sant Nicodem i portada a Oriola per Sant Trifó (deixeble de Sant Jaume Apòstol), una altra és una crònica que assevera que van ser els gots i que aquests van construir una capella per a la seua devoció.
La veritat és que quan Oriola va ser presa pels musulmans ja existia la parròquia de Sant Julián on es venerava la imatge de la Porta, que és la mateixa que hui venerem sota l'advocació de Montserrat.
La imatge va ser amagada durant aquesta ocupació i una vegada reconquistada, els cristians van decidir buscar la imatge de la Mare de Déu. Un manuscrit de 1310 relata que en aquest any, el subterrani so d'una campana, va ser sentit durant tres nits consecutives al peu de la muntanya del castell en la seua part occidental, enfront de la llera del riu Segura.
Foradant la penya, van trobar la imatge de la Mare de Déu de fusta d'olivera de 42 cm d'altura i asseguda en una cadira que, en ser trobada, segons diversos manuscrits, tenia un xiquet a la seua mà que tenia un ocell en els seus dits i estava vestit d'encarnat amb mantell blau.
Per sorteig entre les denominacions proposades per les colònies de catalans, valencians i aragonesos residents a la ciutat, va eixir el nom de Montserrat. Posteriorment els pares benets del convent de Montserrat de Catalunya van sostindre un plet pel títol de la imatge. Per sentència del Papa Sixt IV, el 12 d'agost de 1483 va ser castellanitzat el nom a Monserrate i creada una advocació nova.
A partir d'aquest moment, el seu primer santuari tenia el seu altar major al lloc que ocupa la capella de Crist actual. Darrere d'aquesta s'observa una concavitat a la muntanya feta a pic que es diu cova de la Mare de Déu i és el lloc on va estar oculta la imatge.
El 15 d'agost de 1748 un terratrèmol va causar l'esfondrament de gran part del temple, de manera que la imatge de la Mare de Déu de Montserrat va ser traslladada a la catedral. A l'abril de l'any 1750, quan era bisbe d'aquesta Diòcesi Juan Elías Gómez de Terán, es van començar les obres de l'actual temple sobre l'anterior, les quals van acabar-se en 1775. En 1776, va tornar la imatge a la nova església.
Durant els segles xvi i següents es va acréixer la devoció popular fins a ser declarada, a principis del segle xvii, copatrona de la ciutat, fet que va ser confirmat canònicament per la Santa Seu en 1920.

## Descripció de l'immoble

### Temple
La nova església és de planta de creu llatina i conserva restes del primitiu temple en el costat de l'evangeli del creuer, on es conserva el retaule original del segle xvii en la capella de la Troballa.
L'antic temple de Sant Julià va tindre orientació est-oest, el presbiteri es trobava en aquesta orientació, i l'accés quedava en posició oposada, a llevant. Mitjançant aquesta posició es podia aconseguir la comunicació amb l'antiga casa de Misericòrdia, hui desapareguda, que estava a continuació del santuari.
En el lloc de la troballa de la imatge de la Mare de Déu amb el Xiquet es va erigir un temple de reduïdes dimensions a manera d'ermita.
Durant el segle xvii, es va construir un nou temple ja de majors dimensions, orientat del nord a sud, que s'articulava arran de la gruta on segons la tradició va ser trobada la Mare de Déu, el qual ocuparia aproximadament l'espai que comprén des d'aquesta capella fins a la qual hui dia és la porta lateral que funcionava aleshores com a portada principal de l'església.
Al segle xviii va haver-hi un gran terratrèmol que va fer afeblir l'estructura del temple construït el S. XVII. Aprofitant el temple barroc, es va contraposar la nau central actual i es va utilitzar l'antiga nau central com a creuer de la nova. L'actual edifici suposa un conjunt de més de 2.500 metres quadrats compost per nau central amb 8 capelles laterals, creuer, capella major, dues portades: una de principal i una altra de lateral, ambdues d'estil neoclàssic.
El disseny de la nova nau central va ser realitzat per l'italià Bernadino Rippa i va ser promogut pel gran bisbe Juan Elías Gómez de Terán, l'escut episcopal del qual campeja en un dels murs laterals del temple.
La planta de l'edifici que constitueix el temple actual està inscrit un rectangle, l'eix longitudinal del qual té orientació nord-sud, mentre que l'accés està situat en la posició meridional. Té nau única dividida en cinc trams. Els alçats alternen les obertures, rematats mitjançant arcs de mig punt, amb els pilars massissos que arranquen d'un sòcol de pedra negra, als quals s'adossen pilastres amb capitell d'ordre corinti. Per damunt hi ha un potent entaulament amb el fris adornat, queda rematat per mitjà d'una cornisa de vol considerable. L'espai es tanca mitjançant una volta de canó correguda articulada mitjançant arcs torals que coincideixen amb l'eix de les pilastres. En la volta s'instal·len les llunetes que permeten l'obertura de les finestres, necessàries per a la il·luminació interior.
El tram de la nau té capelles laterals, situades entre contraforts, que al seu torn queden comunicades entre si mitjançant estretes perforacions practicades en els esmentats elements estructurals portants. Dels cinc trams en què es divideix la nau, el primer al costat de l'accés és més estret; allí les capelles laterals van ser substituïdes per les torres en forma de prisma quadrat, on se situen les campanes en un cos superior de les mateixes.
Les capelles laterals tenen planta quadrada. Cadascuna té al fons un altar en forma de retaule. La capella del costat de llevant, situada al costat del creuer conserva la porta que en el seu moment connectaria amb l'esmentada Casa de Misericòrdia.
El creuer ofereix major amplitud. aquest espai és coronat amb una cúpula de mitjana taronja, que recolza directament, sense la transició del tambor, sobre els quatre arcs torals. L'intradós està treginat, mitjançant una divisió que rememora la disposició a les cúpules de l'antiguitat de Roma, especialment el Panteó.
Al presbiteri es troba la capella major. L'altar major és un enorme retaule, esculpit per José Puchol en la segona meitat del segle xviii.
La nau transversal es remata mitjançant volta de canó seguit articulada pels arcs torals. La de ponent correspon a l'antic edifici de Sant Julià, en la testera del qual es troba el retaule que presideix aquesta capella.
Al costat d'aquesta capella darrere del presbiteri es troba la sagristia composta de diverses estances. Una d'elles és una nau longitudinal formada per volta de canó seguit articulat pels arcs torals. Dona pas a una capella, la il·luminació de la qual entra per les finestres situades a l'espai interior dels arcs torals, sobre els quals, al seu torn, descarrega una cúpula de mitja taronja, en la qual fa especejament de huit nervis. Les parets estan arrebossades en guix blanc, pintat mitjançant sanefes lineals i motius vegetals de color blau, amb alguns retocs en groc i cornises marbrades.
Adossada al presbiteri de la nau principal es troba una escala de certa amplitud, formada per dos trams en angle, que condueix a les sales superiors on es troba el cambril nou de la Mare de Déu de Montserrat. Al costat d'ell es troben diverses estances i la capella alineada amb l'eix de la nau principal. Aquesta capella disposa d'un altar amb gran profusió decorativa barroca, paviment ceràmic policromat i decoració en fusta i escaiola.
Les pilastres del temple es troben decorades per una col·lecció de pintures a l'oli de finals del S. XVII i principis del S. XVIII atribuïdes a Marcos Valero, pintor de cambra del rei Carles II de Castella.

### El Retaule de la Capella de la Troballa
Es troba en la capella de la Troballa, està datat en 1690 i és d'estil barroc. En la seua part inferior es troba la cova on es va trobar la Mare de Déu i en el seu cambril se situava l'antiga Mare de Déu de Montserrat.
El retaule consta de predel·la i dos cossos superiors, el primer dividit en tres carrers estructurats per columnes salomòniques i el segon cos compost per un carrer rematat per un frontó partit amb l'emblema de la Mare de Déu de Montserrat.
En la predel·la es troben els llenços del naixement de Crist i L'Adoració dels Reis, obres del segle xvi. Al centre s'obri un arc que dona accés a la cova de la Troballa, que conté la imatge de la Mare de Déu a l'interior de la campana. El retaule es divideix en tres carrers, separats per columnes salomòniques, els carrers laterals del qual compten amb un pis i el central amb dos i àtic.
Al carrer central del primer cos es troba un gran buit on recau el cambril de planta poligonal, en el qual en l'actualitat es venera la imatge del Crist de la Bona Mort.
Als carrers laterals es troben les imatges de Sant Ramon i Sant Pasqual, adquirides en 1946. En el cos superior se situa el llenç «La Coronació de la Mare de Déu» flanquejat per columnes salomòniques.
La capella posseeix una estructura quadrangular coberta amb una cúpula sense tambor, amb cupulí, recolzada sobre petxines ornamentadas. Consta d'un retaule barroc que emmarca el cambril originari de la Mare de Déu, al qual s'hi accedeix, després de travessar una porta posterior situada a la sagristia, per una escalinata que conté un conjunt de revestiment de rajola valenciana dels SS. XVII-XVIII
La Capella Major de la Troballa, aleshores Capella Major del Temple, està decorada per un retaule realitzat per Antonio Caro "el Viejo" en 1690, policromat pel gran pintor valencià Bartolomé Albert i daurat per Heredia. Aquest retaule té tres olis al seu torn, del propi Bartolomé Albert. El retaule és obra barroca, tallada per Antonio Caro, policromada per Bartolomé Albert i daurada per Heredia. És l'únic retaule d'aquestes dimensions anterior al segle xviii que existeix en la diòcesi d'Oriola en l'actualitat.
La fornícula central del banc és la cova on segons la tradició es va produir la Miraculosa Troballa de la imatge de la Mare de Déu en 1306, després de portar més de mig segle buscant-la.
La fornícula principal del retaule és ocupada en l'actualitat el Crist de la Bona Mort. Fins a l'ampliació del temple, la imatge de la Patrona es trobava en aquesta fornícula. La Capella de la Troballa va passar a ocupar un lloc secundari dins de la nova edificació, concretament al costat de l'Evangeli del creuer de la nova església, que albergava al seu cambril un Sant Crist Crucificat que substituïa la Patrona, a partir d'aleshores venerada en el seu nou altar Major. Aquest Crucificat va ser destruït en la Guerra Civil de 1936-1939 i substituït per un altre del taller de Félix Granda de Madrid, atribuït a José Capuz Mamano i a un deixeble seu, Julio Vicent Mengual.
Sobre ella es troba un oli que representa la Coronació de la Mare de Déu als cels. L'àtic, a manera de frontó, es troba partit per l'emblema de la Mare de Déu de Montserrat.
Així mateix, el pintor Bartolomé Albert, va realitzar per a l'exornació de la cúpula un conjunt de 7 pintures, 3 d'elles cobreixen els llenços llunetes d'aquesta cúpula i els altres quatre de grans dimensions cobreixen les petxines. Tots ells són de temes marians. Els marcs d'aquests llenços es troben ornamentats amb motius vegetals entrellaçats i rocalles pròpies del segle XVII- XVIII.
La Capella, al seu torn, té 4 capelles dedicades a diversos sants: Santa Catalina, Santa Rita, la Mare de Déu del Remei, etc.

### El retaule Major
És un gran retaule d'estil rococó amb gran enfarfegament decoratiu i gran moviment amb entrants i ixents.
La seua estructura compositiva es pot dividir en tres parts: la primera seria la base, la segona la part central, amb tres carrers conformats per pilars d'ordre gegant, on se situa, al mig l'arc de mig punt que alberga el cambril nou, i la tercera l'àtic del retaule.
S'alça sobre una base plana de marbre negre amb grans plaques de jaspi de Novelda. Al centre de l'altar se situa un templet de fusta sobre quatre columnes daurades sobre plints i amb capitells composts coronats per un frontó partit.
En el primer cos als carrers laterals es troben dues escultures de grandària gairebé natural de les altres dues patrones d'Oriola: Les Santes Justa i Rufina.

### Creuer
L'actual creuer es correspon amb l'antiga nau principal del temple a la qual en el s. XVIII es va contraposar l'actual, fet que va provocar un canvi en l'orientació del temple.
En el punt d'encreuament entre la nau principal i el creuer s'eleva una cúpula de mitja taronja sobre petxines, decorada amb cassetons. Les petxines es troben decorades amb quatre llenços amb forma oval, obra d'Antonio Villanueva, realitzades el s. XVIII. En ells es representa a Sant Agustí, Sant Ambròs, Sant Gregori el Gran i Sant Jeroni. El marc d'aquests llenços és de fusta daurada i tallada a l'estil rocalla, del S. XVIII.
La part nord del creuer és de major longitud que la part sud. Aquella és d'estil barroc del segle xvii i es correspon amb la capella de la Troballa, mentre que la part sud és neoclàssica del segle XVIII, que es correspon amb la capella de Sant Josep.

### Capella de Sant Josep
Obra del segle xviii, realitzada en estil neoclàssic. La fornícula central es troba emmarcada per columnes apariades marbrenques d'ordre palladià que sostenen un gran entaulament a manera d'arc del triomf.

### Orgue del temple
Obra del segle xix realitzat pel famós organero basc Juan Amezua qui el va instal·lar al Santuari al costat del seu fill Aquilino Amezua d'Azpeitia (Biscaia) en 1872 del taller del qual eixiria el 1928 l'òrgan de la Catedral de Valladolid. La caixa és d'estil neogòtic, també del segle xix, realitzada en fusta tallada i vernissada al natural. Va ser restaurat l'any 2007.

### Les façanes
En l'immoble són perceptibles dues façanes. La principal està situada en la via pública que correspon a l'orientació meridional. Presenta unitat en el seu aspecte, però cal diferenciar dos trams superposats en vertical. L'inferior ofereix una altura considerable, realitzat en un carreu de gran grandària i especejament regular. Els laterals de les torres ofereixen un lleuger relleix sobre el tram central. Ací es troba el buit d'entrada, remarcat mitjançant una portada retaule, format per un pis inferior i àtic superposat. El pis inferior ofereix un pedestal o basament comú amb sengles columnes exemptes als costats del buit d'accés, a més de pilastres en els laterals exteriors. Els quatre elements tenen capitells d'ordre corinti. Per damunt recolza un entaulament amb frontó partit de costats corbats. L'àtic s'emmarca per mitjà de sengles columnes disposades sobre les de nivell inferior. Cap a l'interior apareixen sengles pilastres, de manera que s'inverteix l'ordre del cos inferior. En la cartel·la central es troba un motiu en baix relleu amb l'anagrama de la Mare de Déu. Remata l'àtic un entaulament d'escassa rellevància i un frontó partit que recolza sobre les columnes. Per damunt de l'entaulament i entre els costats del frontó apareix una finestra, emmarcada mitjançant una motllura molt plana, acabada mitjançant una rematada, a manera de guardapols, corbat.
En estil, el pòrtic evidencia la influència d'un cert neoclassicisme, propi del moment de la realització. Amb tot, hi ha encara certa influència del barroc, tal com evidencia la jerarquització dels elements plans adossats als murs, a més d'aquells exempts. Utilitza la varietat en els elements petris, amb la combinació de pedra blanca i negra, a més de les incrustacions amb marbres de diferents colors.
El tram superior de la façana el mur està construït en mamposteria, mentre que el revestiment extern és un esquerdejat de morter. La secció horitzontal del cos de la torre és més reduït, igual que el tercer on se situen les campanes. El tram central ofereix un immafront format per un perfil en corba. A major altura sobreïx el que serveix de rematada a la nau central igualment seguint corbes i contracorbes.
La façana de llevant és un element pla i opac, resolt mitjançant fàbrica de carreu. Aconsegueix l'altura del cos inferior de la façana principal. Per damunt s'aprecien els contraforts, formats per prims prismes, que la nau central.
En aquesta façana de llevant hi ha una segona porta, de traçat més modest. El buit està emmarcat mitjançant una motllura d'escàs relleu i entitat. Sobre el mateix, un frontó que es corba en el tram central permet la col·locació de l'escut amb el lema de la Mare de Déu de Montserrat, la roca i la serra.
En la cantonada als peus de la torre sud es troba un gran escut amb les armes del bisbe Juan Elías Gómez de Terán.
Tot aquest conjunt ha estat Declarat Bé d'Interés Cultural a causa dels valors culturals, històrics, etnològics i artístics que tanca.